# Pistolet maszynowy FN P90

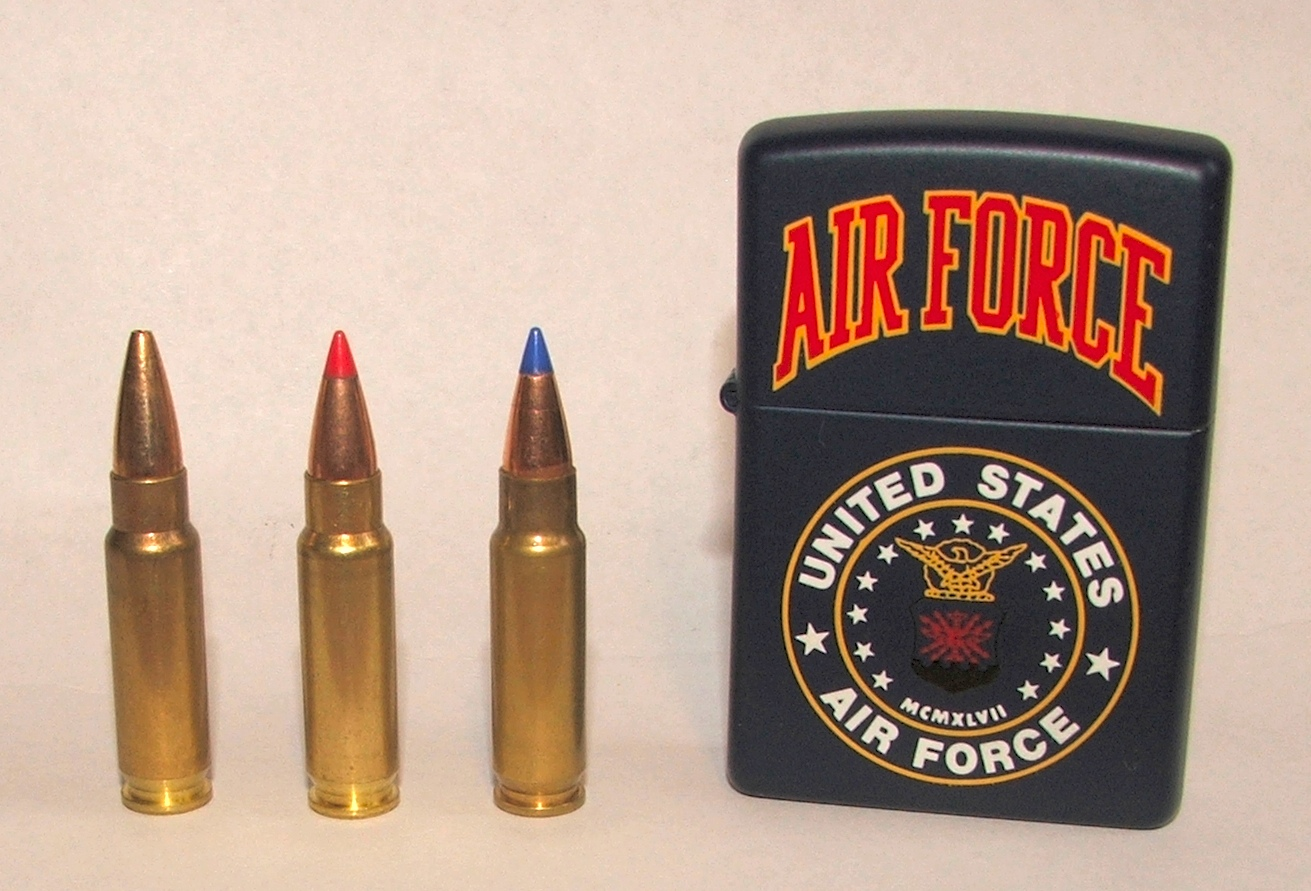
Amunicja, od lewej: SS195LF, SS196SR i SS197SR (dla porównania zapalniczka)

FN P90 – belgijski pistolet maszynowy (klasy PDW) produkowany przez zakłady Fabrique Nationale de Herstal (FN).

## Historia konstrukcji
We współczesnej armii zaledwie 30–40% żołnierzy potrzebuje uzbrojenia klasy karabinu lub karabinku. Dla reszty broń strzelecka stanowi wyłącznie narzędzie do samoobrony używane w sytuacjach nadzwyczajnych, a standardowy karabin tylko przeszkadza w wykonywaniu obowiązków. Jednym z większych problemów było zawsze uzbrojenie tych żołnierzy. Pistolety, choć małe i poręczne, wymagają ciągłego treningu strzeleckiego, jednocześnie cechują się bardzo niewielkim zasięgiem i siłą ognia. Pistolety maszynowe zapewniające znacznie większą siłę ognia i zasięg do pewnego momentu sprawdzały się w tej roli, ale masowe wprowadzenie kamizelek kuloodpornych sprawiło, że stały się one nieskuteczne. Skrócone wersje karabinków (subkarabinki) o lufach długości ok. 25 cm były dość skuteczne, ale stosowana w nich amunicja pośrednia sprawiała, że były dość ciężkie i miały trudny do zaakceptowania silny płomień wylotowy.
Dlatego pod koniec lat osiemdziesiątych w krajach NATO zaczęto pracować nad nową klasą broni o osiągach pośrednich pomiędzy pistoletem maszynowym a subkarabinkiem (tzw. PDW – Personal Defense Weapon). Prace przyśpieszyło powołanie w latach 90 komisji, która miała zająć się oceną nowych konstrukcji broni służącej do samoobrony.
W tym czasie była już gotowa pierwsza konstrukcja spełniająca wymagania. Już w 1986 roku w zakładach FN skonstruowano nową broń, której produkcję pod oznaczeniem P90 zaczęto w 1991 roku. Była to broń rewolucyjna. Zbudowana w dużej części z polimerów, w układzie bullpup z oryginalnym umieszczonym poziomo nad komorą zamkową magazynkiem. Największą rewolucją był jednak używany w nowej broni nabój SS190 5,7 × 28 mm. Przy energii wylotowej pozwalającej zakwalifikować go jako nabój pistoletowy, posiadał on jednak budowę typowego naboju pośredniego. Właśnie z powodu naboju przez dość długi czas broń tę określano jako karabinek. Po zaprezentowaniu pistoletu Five-seveN zasilanego tą samą amunicją zmieniono klasyfikację i obecnie nabój 5,7 × 28 mm jest klasyfikowany jako mikrokalibrowy nabój pistoletowy, a P90 jako pistolet maszynowy.
Jednak sytuacja polityczna lat 90 nie sprzyjała wprowadzeniu do uzbrojenia nowej broni o nietypowym kalibrze. Sytuacja skomplikowała się jeszcze bardziej, kiedy w 1999 roku firma Heckler und Koch zaprezentowała swojego HK PDW2000 (obecnie produkowanego pod oznaczeniem MP7) zasilanego nabojem 4,6 × 30 mm. W latach 2001–2002 odbyły się testy obu typów amunicji, mające wyłonić przyszłą standardową amunicję NATO tego typu. Wyniki miały być ogłoszone w 2002 roku.
Produkcja seryjna pistoletu maszynowego P90 trwa od 1991 roku, jednak przez wiele lat był on kupowany w małych ilościach głównie na potrzeby jednostek specjalnych. Obecnie jest to nadal broń rzadko spotykana. P90 produkowany jest w wersjach P90 Triple-Rail, P90L, P90LV oraz PS90.
W 2003 roku pokazano P90 Tactical z zainstalowaną dłuższą szyną pozwalającą na zamontowanie obok siebie celownika noktowizyjnego oraz kolimatora.

## Opis konstrukcji
Pistolet maszynowy P90 jest bronią samoczynno-samopowtarzalną. Automatyka broni działa na zasadzie odrzutu zamka swobodnego. Broń strzela z zamka zamkniętego. Zamek podparty od tyłu dwiema sprężynami powrotnymi. Żerdzie sprężyn pełnią rolę prowadnic zamka. Po wystrzeleniu ostatniego naboju zamek zatrzymuje się w tylnym położeniu. Mechanizm spustowy ma możliwość strzelania ogniem pojedynczym oraz seriami. Przełącznik rodzaju ognia (pełniący także rolę bezpiecznika) ma postać tarczy umieszczonej poziomo pod spustem. Broń jest zasilana magazynkami pięćdziesięcionabojowymi umieszczonymi poziomo nad lufą. Naboje w magazynku ułożone są prostopadle do lufy, przed wystrzałem są odwracane o 90° przez prowadnicę amunicji w magazynku. P90 jest standardowo wyposażony w celownik kolimatorowy. Po obu stronach celownika optycznego znajdują się proste mechaniczne przyrządy celownicze. Lufa o długości 230 mm jest zakończona tłumikiem płomieni.